# Philenora mediopuncta
Philenora mediopuncta är en fjärilsart som beskrevs av Rothschild 1913. Philenora mediopuncta ingår i släktet Philenora och familjen björnspinnare. Inga underarter finns listade i Catalogue of Life.